# Fientligt bud
Fientligt bud är när någon lägger ett bud på aktierna i ett företag utan att först ha förankrat budet hos företagets ägare och ledning.